# Saija Varjus

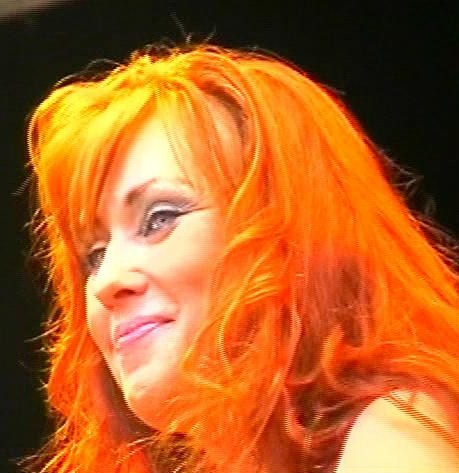
Saija Varjus

Saija Varjus, född 30 januari 1965 i Parkano, är en finländsk schlagersångerska. Hon utsågs till Tangodrottning 1996 vid den årliga Tangomarknaden i Seinäjoki.
Varjus har sjungit bland annat "Dam dam da da di dum" (1997), "Vastatuuleen" (1998), "Kuiskaten" (2002) och "Ihana aamu" (2002). Hon har haft multipel skleros sedan januari 1998.
Den 13 oktober 2007 gifte Varjus sig med gitarristen Petri Hämäläinen.

## Album
- Saija Varjus (1997)
- Yambaijaa (1998)
- Tähtiin kirjoitettu (2000)
- Parhaat (2001)